# Ljubov' Nikolaevna Egorova
Ljubov' Nikolaevna Egorova (in russo Любовь Николаевна Егорова?; San Pietroburgo, 8 agosto 1880 – Parigi, 18 agosto 1972) è stata una ballerina russa.

## Biografia
Studiò alla Scuola Imperiale del Balletto di San Pietroburgo con Enrico Cecchetti e debuttò al Teatro Mariinskij nel 1898. Danzò come prima ballerina ne Il flauto magico nel ruolo di Lise, ne La foresta incantata nel ruolo di Ilka, in Les millions d'Arlequin nel ruolo di Pierrette e in Giselle nel ruolo di Myrtha. Tra i ruoli principali invece si menzionano Rajmonda, La bella addormentata, Il lago dei cigni e Francesca da Rimini.
Nei primi anni '20 si esibì all'Alhambra Theatre di Londra e all'Opéra national de Paris. Proprio nella capitale transalpina fondò la sua scuola di ballo che vide formare danzatori come George Skibine, Catherine Littlefield, Solange Schwarz, Rosella Hightower, Janine Charrat, Marjorie Tallchief e Muriel Belmondo. Suo marito fu l'aristocratico Nikita Sergeevič Trubeckoj.